# Opatov, Svitavy
Opatov là một làng thuộc huyện Svitavy, vùng Pardubický, Cộng hòa Séc.